# Maciste contre le fantôme
Pour plus de détails, voir Fiche technique et Distribution.
 Maciste contre le fantôme (Maciste contro il vampiro) est un film italien réalisé par Giacomo Gentilomo et Sergio Corbucci, sorti en 1961.

## Synopsis
Les soldats du sultan Omar ont pillé le village ou Maciste menait sa vie tranquille et laborieuse; ils ont tué sa mère et enlevé toutes les jeunes filles du village y compris sa fiancée. Mais Omar n’est pas responsable de ces horreurs ; il est victime d’une force destructrice et surnaturelle qui commande le sort de son peuple : celle de Kobrak, un monstre qui apparaît brusquement du néant, détruisant tous ceux qui s’opposent à lui.

## Fiche technique
- Titre : Maciste contre le fantôme
- Titre original : Maciste contro il vampiro
- Réalisation : Giacomo Gentilomo et Sergio Corbucci
- Assistant réalisation : Guido Zurli
- Scénario : Duccio Tessari et Sergio Corbucci
- Musique : Angelo Francesco Lavagnino
- Direction musicale : Carlo Savina
- Photographie : Alvaro Mancori
- Montage : Eraldo Da Roma
- Costumes : Vittorio Rossi
- Maquillages : Antonio Marini
- Cascades : Giovanni Cianfriglia
- Maître d’armes : Benito Stefanelli
- Production : Paolo Moffa
- Société de production : Ambrosiana Cinematografica
- Société de distribution : Cocinor
- Pays :  Italie
- Genre : Aventure, fantastique, horreur et film de monstre
- Durée : 89 minutes
- Version française : Lingua synchrone, Réalisée par : Richard Heinz
- Enregistré au studio : Jean Mermoz par Louis Kieffer
- Dialogues Français : Max Morise
- Sortie :
  - août 1961 en Italie
  - 31 octobre 1962 en France

## Distribution
- Gordon Scott  (VF :  Marc Cassot ) :Maciste
- Gianna Maria Canale  (VF : Claire Guibert) :Astra
- Leonora Ruffo  (VF :  Janine Freson) : Cora
- Jacques Sernas  (VF : Michel le Royer) : Kurtik
- Annabella Incontrera  : Magda
- Van Aikens  (VF : Georges Aminel) :Amahil
- Rocco Vitolazzi  (VF :  Dominique Maurin) : Ciro
- Mario Feliciani  (VF : Maurice Chevit) :Omar, prince de Salamac
- Guido Celano   (VF : Serge Nadaud) :Le gros villageois
- Emma Baron : Mère de Maciste
- Renato Terra Caizzi
- Jean Martinelli  : La voix de Kobrak